# Tron (хакер)
Tron (справжнє ім'я Борис Флоричич нім. Boris Floricic 8 червня 1972 — між 17 і 22 жовтня 1998) — німецький хакер і фрикер. У межах дипломного проєкту розробив одну з перших відомих реалізацій телефона зі вбудованим голосовим шифруванням, який отримав назву «криптофон». Його смерть за нез'ясованих обставин спричинила появу в німецькій пресі великої кількості спекуляцій і домислів.
Ім'я Tron Флоричич взяв на честь однойменного діснеївського фільму 1982 року. Флоричич займався зламом різноманітних систем комп'ютерної безпеки: серед його хакерських атак відомий, зокрема, злам захисту німецької телефонної картки і створення її працездатних копій. Згодом він був засуджений до 15 місяців ув'язнення за вчинену в 1995 році крадіжку телефона-автомата (вчинену ним з метою зворотної розробки, однак потім вирок було скасовано і замінено випробувальним терміном.
Флоричич зник 17 жовтня 1998 року і був знайдений 22 жовтня повішеним за допомогою його ж ременя на дереві в парку Брітц у берлінському районі Нойкельн. Причиною смерті офіційно оголосили самогубство, проте його колеги, рідні та багато німецьких журналістів стверджували, що насправді це було вбивство, причому висувалися версії як просто вбивства кримінальними елементами, так і вбивства в зв'язку з технічними розробками Флоричича. У пресі на прохання батьків загиблого хакера його зазвичай називали «Борис Ф.», Хоча в деяких як німецьких, так і зарубіжних публікаціях його прізвище вказувалася повністю: наприклад, у Computerwoche в грудні 1998 року або в Observer у 2002 році.
Особа Флоричича знову викликала медійний резонанс у період з грудня 2005 по січень 2006 років, коли його батьки і тодішній прессекретар Chaos Computer Club Анді Мюллер-Маґун, у якому перебував і Флоричич, пред'явили в Німеччині судовий позов до фонду «Вікімедіа» в зв'язку з тим, що в розділі Вікіпедії німецькою мовою було написано справжнє ім'я хакера. Пред'явлений ними попередній позов включав вимоги прибрати зі статті в німецькомовній Вікіпедії ім'я Флоричича, а також протягом двох тижнів після отримання позовної заяви повідомити ім'я представника фонду в Німеччині; берлінський суд задовольнив позов, наклавши тимчасову судову заборону на розміщення інформації про ім'я хакера, однак воно не було прибране. Ці події широко висвітлювалися в німецькій літературі та нідерландській пресі. 17 січня 2006 року берлінський суд задовольнив черговий позов представників Флоричича, наклавши тимчасову судову заборону на використання домену wikipedia.de як перенаправлення на адресу, за якою можна потрапити в німецькомовну Вікіпедію. За спроби зайти в німецькомовну Вікіпедію за даною адресою перед користувачем з'являлося повідомлення з поясненням ситуації. Представники «Вікімедіа» заявляли, що мають намір продовжувати боротьбу за свободу інформації. Chaos Computer Club дистанціювався від подій, заявивши, що це стосується тільки рідних хакера і Вікіпедії. Анді Мюллер-Маґун в інтерв'ю австрійському онлайн-виданню Futurezone 19 січня 2006 року визнав, що справжньою причиною подання ним позову було виявлення оповідання, сюжет якого нагадує історію Флоричича, а головний герой носить таке саме прізвище; у відповідь на пред'явлені претензії автор оповідання нібито заявив, що в німецькомовній Вікіпедії теж вказано це ім'я. 9 лютого 2006 року судову заборону на використання домену wikipedia.de було скасовано, а черговий позов представників Флоричича відхилено.